# 노베미아스토군

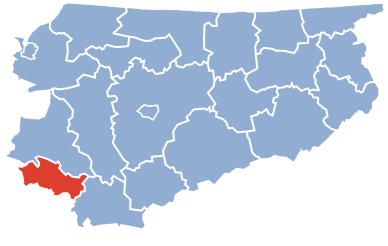
바르미아마주리주 지도에 표시된 노베미아스토군의 위치

노베미아스토군(폴란드어: powiat nowomiejski)은 폴란드 바르미아마주리주에 위치한 군으로 군청 소재지는 노베미아스토루바프스키에이며 면적은 695.01km2, 인구는 43,388명(2006년 기준), 인구 밀도는 62명/km2이다.
북쪽으로는 이와바군, 동쪽으로는 지아우도보군, 남쪽으로는 쿠야비포모제주 브로드니차군, 서쪽으로는 쿠야비포모제주 그루지옹츠군과 접한다. 5개 지방 자치체(1개 도시, 4개 농촌)를 관할한다.

군 문장